# Niehoffs Vaihinger Fruchtsaft
Die Niehoffs Vaihinger Fruchtsaft mit Sitz in Lauterecken (vormals Tucano-Holding GmbH mit Sitz in Merzig) ist eine Tochtergesellschaft der Mineralbrunnen Überkingen-Teinach KGaA und gehört über diese mehrheitlich zur saarländischen Brauereigruppe Karlsberg. Das Unternehmen gehört in Deutschland zu den bedeutenden Markenanbietern von Fruchtsäften.

## Geschichte
Niehoffs Vaihinger Fruchtsaft entstand 2004 aus dem Zusammenschluss der im Besitz der Karlsberg-Gruppe befindlichen Fruchtsafthersteller Merziger Fruchtgetränke GmbH und Klindworth Fruchtsäfte GmbH mit der Niehoffs-Vaihinger Fruchtsäfte GmbH unter dem Dach der Tucano Holding. Getränke Niehoff war ursprünglich, bis Ende 1997, ein Familienbetrieb am Rande der Stadt Gronau (Westf.), im Stadtteil Epe (Westfalen), der zum 1. Januar 1998 mit der Vaihinger Fruchtsäfte GmbH fusionierte.
An der vormaligen Tucano-Holding (heute: Niehoffs Vaihinger Fruchtsaft) waren bis zum 31. Dezember 2007 die Karlsberg Brauerei KG Weber mit 74,95 Prozent und Friedrich Niehoff mit 25,05 Prozent beteiligt. Mit Wirkung vom 1. Januar 2008 wurden alle Anteile an die Mineralbrunnen Überkingen-Teinach KGaA verkauft, welche sich wiederum im Mehrheitsbesitz von Karlsberg befindet.

## Marken
Folgende Saftmarken gehören zum Unternehmen:
- Merziger
- Niehoffs Vaihinger
- Klindworth
- Lindavia
- Schloss Veldenz
- DCide

Produziert werden die Säfte in Lauterecken und Merzig. Zusätzlich werden unter der Marke Cocktail Plant fertig gemixte Cocktails in Flaschen angeboten.